# Космацька республіка
Космацька республіка — військово-адміністративне утворення, що існувало з центром у селі Космач у 1944—1945 рр; одне з трьох найбільших так званих «упівських» республік (інші дві ― Колківська і Закерзонська).

Утворення сформували гуцульські частини Української повстанської армії задля протидії радянським окупантам. Загони УПА, успішно чинячи опір аж до весни 1945 року, змусили радянську владу констатувати повне безсилля. Зокрема номінальний (де-юре на момент контролю УПА території) секретар Косівського райкому партії Матвій Дерев'янко, звертаючись до обкому у лютому 1945-го, так охарактеризував ситуацію: 
|  | Район вкрай потребує військову силу, для розгрому банд у селах прилеглих до Космачу, оскільки самотужки ми неспроможні там проводити боротьбу. Оригінальний текст (рос.) Район крайне нуждается в войсковой силе, для разгрома банд в селах прилегающих к Космачу, так как своими силами мы не в состоянии там проводить борьбу. |

## Територія
Підконтрольна територія складалася власне з Космача, а також Акрешор, Баня-Березова, Нижнього Березова, Текучої і Лючок.. За іншими даними до «Космацької республіки» входили більшість сіл Яблунівського, Косівського, Жаб'євського та окремі села Кутського району. Також, ймовірно, територія охоплювала Яремчанський та Коршівський райони, де оперували курені «Різуна», «Скуби», «Орлика», «Нечети»
Загальна площа становила близько 0,5 тис. км². Місцевого населення налічувалося до 20 тис.
На момент утворення в Космачі розташовувалися 19 сотень повстанців. У різні періоди армія «республіки» складала від 500 до 1900 військових.

## Історія
У 1940-х роках за підтримки місцевого населення на теренах УПА-Захід утворюються своєрідні організаційні структури — так звані повстанські республіки, що мають розгалужену систему теренової мережі ОУН та сотень УПА.
У вересні 1944 року сотня куреня «Скуби» вигнала військовий гарнізон ВВ НКВС з Космача.
14 жовтня 1944 року командири кількох сотень УПА в космацькій церкві Преподобної Параскевії проголосили незалежність «Космацької республіки» — як території, вільної від радянської влади. Священниками українським повстанцям було дано благословення на захист України і її земель.

## Бої
У січні 1945 року радянське керівництво розробило план операцій щодо ліквідації так званої «Космацької республіки». В гірські села стали вводитися чисельні гарнізони. Загони УПА намагались зупинити їх просування і підірвали кілька залізничних та шосейних мостів на шляху Коломия — Яблунів.
На взяття «республіки УПА» більшовики залучили 31, 33 і 87 прикордонні загони, 256 конвойний полк військ НКВС і гарнізони внутрішніх військ НКВС з ближніх районних центрів Коршів, Коломия, Обертин, Печеніжин, Яблонів, Косів, Кути і Жаб’я. Наступ більшовиків почався одразу з трьох сторін: Акрешор, Прокурави та Брустур. 30 січня 1945 року тривав цілоденний запеклий бій за Космач. Село обороняло 2 курені: «Гайдамаки» і «Гуцульський». Після бою більшовикам ціною непомірних втрат вдалося захопити село. Подальші бої відбулися в районі сіл Брустури, Прокурава і Річка. 31 січня — 1 лютого більшовики звозили своїх убитих у центр села і спалили їх, одного з командирів поховали на цвинтарі, а інших командирів вивезли возами до Яблонова.
3 лютого повстанці силами куренів «Гайдамаки», «Гуцульський» і «Підкарпатський» («Скажені» командира «Прута» – Павла Вацика) звільнили село від радянських військ та одночасно влаштували засідки на дорогах і знищили підмогу. В цілому в боях за Космач 3 лютого 1945 р. радянські окупанти втратили близько 250 солдат та офіцерів.
Космач залишався неприступним до 13 лютого, коли почався другий наступ. Командування УПА вирішило, що недоцільно проводити великі бої за Космач, і спланувало відступ. Відступаючи, повстанці убили й поранили близько 30 енкаведистів.
Того ж місяця відбувся бій сотні Мороза в селі Шепоті. Протистояння тривало до вечора, коли радянські сили прорвали оточення і відступили до Жаб'є.
Загалом, у сутичках біля сіл Жаб'є, Буркут, Дземброня, Брустури загинуло кілька десятків солдат ВВ НКВС та прикордонників.

## У культурі
В історичному романі «Вогненні стовпи» Романа Іваничука події розгортаються на теренах упівських «республік». В останній частині роману під назвою «Космацький ґердан. Реквієм» змальовано заключні дні існування «Космацької республіки».
| | \| «Космацька республіка» цього разу не встояла перед багатотисячним більшовицьким військом; розбиті курені військового округу «Говерла» перейшли рейдом через Чехословаччину на захід, а рештки партизанів, які залишилися в краю, зникли в глибокому підпіллі[18]. \| |
| «Космацька республіка» цього разу не встояла перед багатотисячним більшовицьким військом; розбиті курені військового округу «Говерла» перейшли рейдом через Чехословаччину на захід, а рештки партизанів, які залишилися в краю, зникли в глибокому підпіллі. | |